# Crescentino de Tiferno
São Crescentino (em italiano:  San Crescentino, Crescenziano) é o patrono de Urbino. Venerado como um santo guerreiro, ele é por vezes representado a cavalo matando um dragão, da mesma forma que São Jorge. Porém, como Martin Davies escreveu, "A história de São Crescentino, até onde eu sei, exclui um princesa ou qualquer outra vítima feminina".

## Lenda
Crescentino é representado tradicionalmente como sendo um soldado romano que se converteu ao cristianismo. Para escapar da perseguição de Diocleciano, ele fugiu para Umbria e encontrou refúgio em Thifernum Tiberinum (atual Città di Castello). Sua vitória sobre o dragão levou à evangelização da região e de seus companheiros.
Posteriormente ele foi capturado e decapitado.

## Devoção

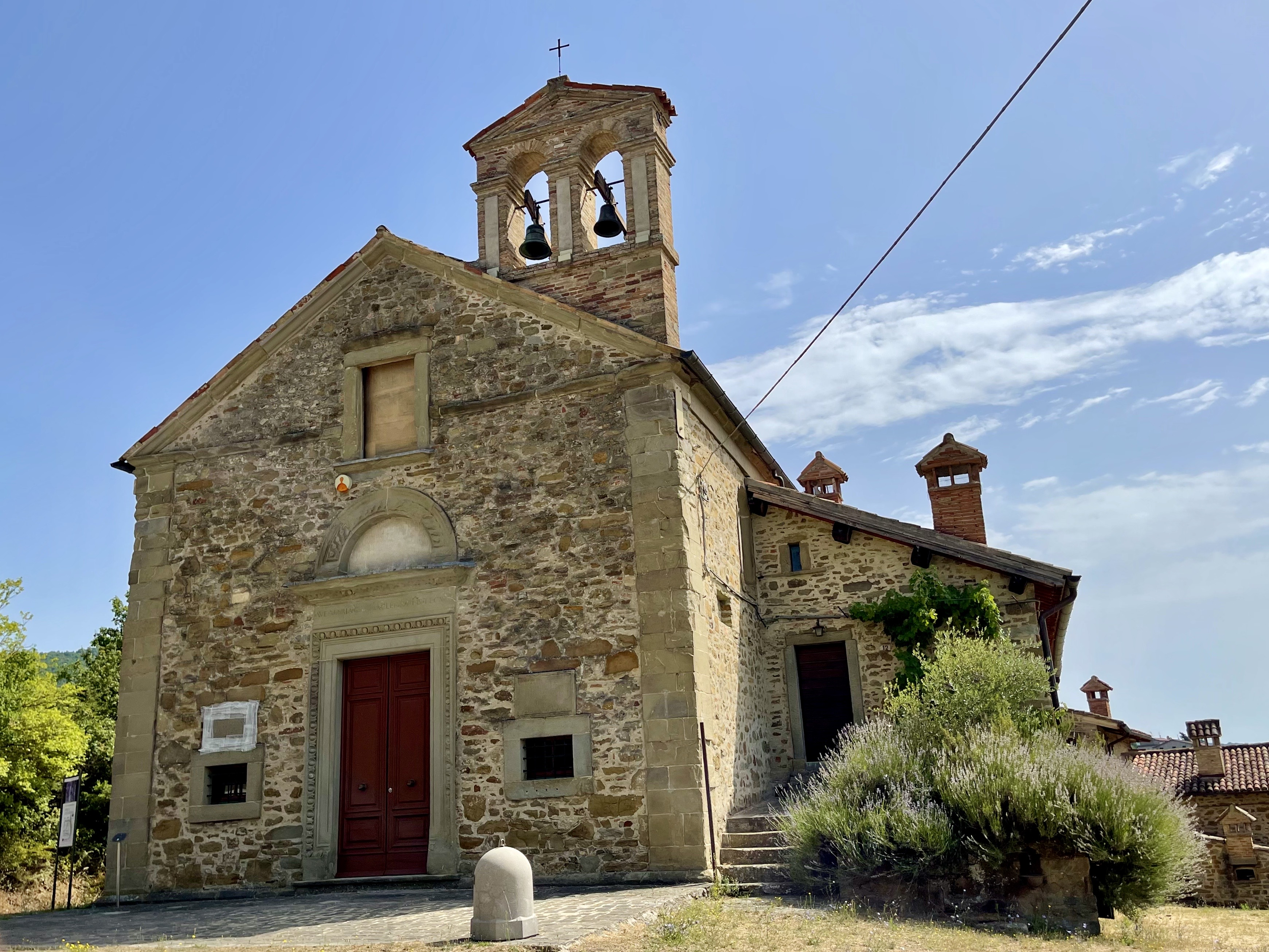
Oratório de Tiferno

O beato Mainardo, bispo de Urbino, com o objetivo de enriquecer a catedral da cidade transladou para lá as relíquias do santo em 1068.
Ele ainda é venerado em Urbino e no dia de São Crescentino, uma estátua do santo é carregada em procissão pelas ruas. Uma das cerimônias tradicionais na região é encostar as relíquias de Crescentino na cabeça de um fiel para livrá-lo de dores de cabeça.